# اللينوس

هامش من كتاب "اللّينوس" مؤطر باللون الأحمر. اسمه باللون الأحمر في الزاوية اليمنى العليا.

اللينوس كان فيلسوفًا إسكندرانيًا ومعلقًا على أرسطو [الإنجليزية] من القرن السادس أو السابع الميلادي. كتب باللغة اليونانية، ولكن لا يُعرف عنه إلا من المصادر العربية، بما في ذلك بعض المقتطفات المترجمة من أعماله.

## حياته
كان اللينوس يونانيًا من الإسكندرية. يسميه ابن أبي أصيبعة الإسكندراني، ويصفه القفطي في شرحه على كتاب الفهرست لابن النديم بأنه رومي. نظرًا لأنه علق على كتابات فورفيريوس، فمن المؤكد أنه لم يعش قبل القرن الرابع الميلادي، وربما كان ذلك في القرن السادس أو السابع. وبحسب كل من ابن الخمار وابن الطيب ، فإنه ينتمي إلى مجموعة من الفلاسفة الإسكندرانيين الذين تبعوا يوحنا فيلوبونوس وأوليمبيودورس الأصغر . ربما كان، مثل الفيلسوف إلياس [الإنجليزية]، تلميذًا لأوليمبيودوروس.
الاسم اليوناني لللينوس غير معروف، والتهجئة العربية تختلف في المخطوطات. هناك ستة متغيرات على الأقل. وقد اقترح أن الاسم هو إيليانوس، أو ألبينوس، أو أبولونيوس أو إلياس.  تم استبعاد التماهي مع الفيلسوف إلياس.  من الممكن أن يكون التعريف به هو أبولونيوس الإسكندري الذي ذكره سمبلسيوس [الإنجليزية] في تعليقه على كتاب الفئات، ولكن لا يُعرف شيء عن هذا أبولونيوس، بما في ذلك متى عاش.

## أعماله
توجد أجزاء من شروح ألينوس أو اقتباسات منها في العديد من الأعمال. وفي المجمل، هناك ثمانية عشر مقتطفًا باقية، إما اقتباسات حرفية أو عبارات معادة، منسوبة إلى ألينوس. وبالإضافة إلى ذلك، هناك أربعة أقوال لألينوس مجمعة في كتاب الحكمة لأبي سليمان المنطقي السجستاني . تمت ترجمة جميع المقتطفات والأقوال إلى اللغة الإنجليزية بواسطة فرانز روزنثال.

### التعليقات
وفقًا للقفطي، كتب الألينوس شروحًا على "الكتب الأربعة" في المنطق، والتي تعني المقولات لأرسطو، والتأويل والتحليلات السابقة، وإيساغوجي لبورفيريوس. 
وكان ابن الخمار معجبًا باللينوس. يكتب ابن أبي أصيبعة أنه رأى في قائمة أعمال ابن الخمار بخط يده ترجمة من السريانية إلى العربية لعمل ألينوس بعنوان ترتيب الإيساغوجي والفئات.  ولم يكتف ابن الخمار بترجمة التفسير، بل قدم أيضًا تفسيره الخاص على الترتيب في شكل ملاحظات هامشية. في محاضرته عن المقولات، استخدم ابن الخمار ترجمة يحيى بن عدي العربية، ولكن الأرجح أنه اعتمد على شرح ألينوس. 
ويستشهد ابن المطران بتعليقات ألينوس على إيساجوجي  والمقولات .  ويستشهد ابن الطيب أيضًا بالألينوس في شروحه على إيساجوجي والمقولات. وبحسب ابن رضوان ، فقد انتقد ألينوس أرسطو في تعليقاته على القسم الخامس من كتاب التأويل. ثلاثة اقتباسات من ألينوس موجودة في كتاب السعادة والإسعاد لأبي الحسن بن أبي ذر. في مخطوطة باريس، في المكتبة الوطنية الفرنسية (Ar 2346) تحتوي نسخة ابن الخمار على تعليقات هامشية كتبها ألينوس ويبدو أنها جاءت من عمل مختلف عن الترتيب. وقد تم تضمين العديد من الحواشي الإضافية التي تقتبس أو تعيد صياغة كتاب ألينوس في الطبعات النقدية العربية لأرسطو وإيساغوجي للفيلسوفين المصريين عبد الرحمن بدوي وأحمد فؤاد الأهواني، على التوالي.

### الأقوال
ومن بين الأقوال الأربعة المنسوبة في الصيوان إلى ألينوس، هناك قول غير موثوق نسبه فيلوستراتوس إلى أبولونيوس التياني. وهذا يعزز الرأي القائل بأن الاسم اليوناني لألينوس كان أبولونيوس. ومن الأقوال الأخرى المنسوبة إلى الألينوس:
- سُئل: "لماذا أنت دائمًا متشكك؟" فأجاب: "من أجل الدفاع عن اليقين". [2]
- قال: أتساءل كيف يمكن لمصباح ضعيف أن يبقى بين أربع رياح عنيفة. [2]
وقد شرح السيوان ذلك بقوله: "أي النفس في علاقتها بتلك العناصر الأربعة". [2]
- قال: أربع نيران: نار تأكل وتشرب، وهي نار البطن، ونار تأكل ولا تشرب، وهي نار الوقود، ونار تشرب ولا تأكل، وهي نار الشجر، ونار لا تأكل ولا تشرب، وهي نار الحجارة. [2]

## ملحوظات
1. 1 2 3 4 5  Walzer (1962).
2. 1 2 3 4 5 6 7 8 9 10 11 12 13 14 15 16 17 18 19 20  Rosenthal (1972).
3. 1 2 3  Elamrani-Jamal (1994).
4. ↑  Elamrani-Jamal (1994) lists five variants. Rosenthal (1972), lists at least one more.
5. ↑  Rosenthal (1972). Morewedge (2014) still suggests an identification with Elias.
6. ↑  Rosenthal (1972). The Arabic word for Arrangement is Taqāsīm.

## فهرس
- Elamrani-Jamal، Abdelali (1994). "Alīnūs (Allīnūs)". Dictionnaire des philosophes antiques. Centre National de la Recherche Scientifique. ج. 1. ص. 151–152.
- Gutas، Dimitri (2010). "Greek Philosophical Works Translated into Arabic". في Robert Pasnau؛ Christina Van Dyke (المحررون). The Cambridge History of Medieval Philosophy. Cambridge University Press. ج. 2. ص. 802–814.
- Gutas، Dimitri (2017). "The Rebirth of Philosophy and the Translations into Arabic". في Ulrich Rudolph؛ Rotraud Hansberger؛ Peter Adamson (المحررون). Philosophy in the Islamic World. ترجمة: Rotraud Hansberger. Brill. ج. 1: 8th–10th Centuries. ص. 85–142.
- Gyekye، Kwame، المحرر (1979). Arabic Logic: Ibn Ibn al-Ṭayyib's Commentary on Porphyry's Eisagoge. SUNY Press.
- Kraemer، Joel L. (1992). Humanism in the Renaissance of Islam: The Cultural Revival During the Buyid Age (ط. 2nd rev.). Brill.
- Martini Bonadeo، Cecilia (2011). "Ibn Suwār (Ibn al-Khammār)". في Henrik Lagerlund (المحرر). Encyclopedia of Medieval Philosophy. Springer. ص. 527–528. DOI:10.1007/978-1-4020-9729-4_233. ISBN:978-1-4020-9728-7. S2CID:243730923.
- Morewedge, Parviz (2014). "Translation of Greek and Persian Texts into Arabic". In إبراهيم قالين (ed.). Translation of Greek and Persian Texts into Arabic. The Oxford Encyclopedia of Philosophy, Science, and Technology in Islam (بالإنجليزية). Oxford University Press. ISBN:978-0-19-981257-8. Archived from the original on 2022-06-24. Retrieved 2025-03-13.
- Rosenthal، Franz (1972). "A Commentator of Aristotle". في S. M. Stern؛ ألبرت حوراني؛ Vivian Brown (المحررون). Islamic Philosophy and the Classical Tradition: Essays Presented by His Friends and Pupils to Richard Walzer on His Seventieth Birthday. University of South Carolina Press. ص. 337–349. ISBN:9780872492714.
- Walzer، Richard (1962). "New Light on the Arabic Translations of Aristotle". Greek into Arabic: Essays on Islamic Philosophy. Harvard University Press. ص. 60–113. Originally published in Oriens 6 (1953): 91ff.{{استشهاد بكتاب}}:  صيانة الاستشهاد: postscript (link)